# Peach Hips
피치 힙스(Peach Hips)는 미츠이시 코토노, 히사카와 아야, 토미자와 미치에, 시노하라 에미, 후카미 리카가 세일러문 캐릭터를 담당하고 있을 때 음악 활동을 한 그룹이다.